# Дополнительный код
Дополнительный код (англ. "two’s complement", иногда "twos-complement") — наиболее распространённый способ представления отрицательных целых чисел в компьютерах. Он позволяет заменить операцию вычитания на операцию сложения и сделать операции сложения и вычитания одинаковыми для знаковых и беззнаковых чисел, что упрощает архитектуру ЭВМ. В англоязычной литературе «обратный код» (инверсия прямого кода) называют «первым дополнением» (англ. "ones' complement"), а «дополнительный код» называют «вторым дополнением» (англ. "two’s complement").
Дополнительный код для отрицательного числа можно получить инвертированием его двоичного модуля (получается "первое дополнение") и прибавлением к инверсии единицы (получается "второе дополнение"), либо вычитанием числа из нуля (сразу получается "второе дополнение").
Дополнительный код двоичного числа определяется как величина, полученная вычитанием модуля числа из наибольшей степени двух (из {\displaystyle 2^{N}} для {\displaystyle N}-битного второго дополнения).

## История
То, что отрицательные числа в дополнительном коде можно складывать на сумматоре, было известно ещё во времена Паскаля, который и применил это свойство в своей суммирующей машине "Паскалина".

## Представление отрицательного числа в дополнительном коде
При записи числа в дополнительном коде старший разряд является знаковым. Если значение старшего разряда равно 0, то это значит, что в остальных разрядах записано положительное двоичное число, совпадающее с прямым кодом.
Двоичное 8-разрядное число со знаком в дополнительном коде может представлять любое целое в диапазоне от −128 до +127. Если старший разряд равен нулю, то наибольшее целое число, которое может быть записано в оставшихся 7 разрядах, равно {\displaystyle 2^{7}-1=127}.
Примеры:
| Десятичное представление | Двоичное представление (8 бит), код: | Двоичное представление (8 бит), код: | Двоичное представление (8 бит), код: |
| Десятичное представление | прямой                               | обратный                             | дополнительный                       |
| ------------------------ | ------------------------------------ | ------------------------------------ | ------------------------------------ |
| 127                      | 0111 1111                            | 0111 1111                            | 0111 1111                            |
| 1                        | 0000 0001                            | 0000 0001                            | 0000 0001                            |
| 0                        | 0000 0000                            | 0000 0000                            | 0000 0000                            |
| −0                       | 1000 0000                            | 1111 1111                            | —                                    |
| −1                       | 1000 0001                            | 1111 1110                            | 1111 1111                            |
| −2                       | 1000 0010                            | 1111 1101                            | 1111 1110                            |
| −3                       | 1000 0011                            | 1111 1100                            | 1111 1101                            |
| −4                       | 1000 0100                            | 1111 1011                            | 1111 1100                            |
| −5                       | 1000 0101                            | 1111 1010                            | 1111 1011                            |
| −6                       | 1000 0110                            | 1111 1001                            | 1111 1010                            |
| −7                       | 1000 0111                            | 1111 1000                            | 1111 1001                            |
| −8                       | 1000 1000                            | 1111 0111                            | 1111 1000                            |
| −9                       | 1000 1001                            | 1111 0110                            | 1111 0111                            |
| −10                      | 1000 1010                            | 1111 0101                            | 1111 0110                            |
| −11                      | 1000 1011                            | 1111 0100                            | 1111 0101                            |
| −127                     | 1111 1111                            | 1000 0000                            | 1000 0001                            |
| −128                     | —                                    | —                                    | 1000 0000                            |

## Дополнительный код в иной системе счисления
Тот же принцип можно использовать и в компьютерном представлении любой системы счисления, например, для десятичных чисел.

### Преобразования на примере десятичной системы счисления[1]

#### Положительное число
Изменение значений текущих разрядов числа не производится, но дописывается знаковый старший разряд, значение которого равно 0. Например число [+12'345] будет иметь следующее представление - [012'345]

#### Отрицательное число
Дописываем знаковый старший разряд, равный большей цифре данной системы счисления, в нашем случае - это 9, а также изменяем остальные разряды по определённому правилу; пусть значение цифры каждого разряда будет представлено переменной {\displaystyle x}, кроме знакового, тогда представим следующий алгоритм действий:
1. Присвоим переменной {\displaystyle x} новое значение, равное выражению {\displaystyle 9-x} (процесс получения обратного кода) - например отрицательное число [-12345] в прямом коде от старшего к младшему разряду будет иметь вид [9'12345], где {\displaystyle 9} - знаковая цифра, а в обратном представлении кода будет иметь следующий вид - [9'87654].
2. К результирующему числу прибавим {\displaystyle 1}, так число [9'87654] (первое дополнение) будет иметь вид [987'655] (доп. код).
3. Если возникла ситуация переноса разряда, в результате которого образовался новый разряд, то его (старший разряд) опускаем, а результирующее число считаем положительным. Результирующее положительное число будет одинаково представлено, как в прямом, так и в дополнительном коде. Например, имея возможность представить в таком виде отрицательный и положительный нуль, разберём их перевод в дополнительный код (1 знаковый и 4 дополнительных разряда):
  - [+0] в прямом коде [0'0000]. Первое и второе дополнения равны [0'0000].
  - [-0] в прямом коде [9'0000]. Первое дополнение - [9'9999]. При получении второго дополнения старший разряд числа [(1)0'0000] опускаем и получаем результирующее значение [0'0000], как у числа [+0].

Идея представления десятичного (как и любого другого) числа в дополнительном коде, идентична правилам для двоичной системы счисления и может использоваться в гипотетическом процессоре:
| Привычное представление | Прямой код | Первое дополнение | Второе дополнение |
| ----------------------- | ---------- | ----------------- | ----------------- |
| ...                     | ...        | ...               | ...               |
| +13                     | 0'0013     | 0'0013            | 0'0013            |
| +12                     | 0'0012     | 0'0012            | 0'0012            |
| +11                     | 0'0011     | 0'0011            | 0'0011            |
| +10                     | 0'0010     | 0'0010            | 0'0010            |
| +9                      | 0'0009     | 0'0009            | 0'0009            |
| +8                      | 0'0008     | 0'0008            | 0'0008            |
| ...                     | ...        | ...               | ...               |
| +2                      | 0'0002     | 0'0002            | 0'0002            |
| +1                      | 0'0001     | 0'0001            | 0'0001            |
| +0                      | 0'0000     | 0'0000            | 0'0000            |
| -0                      | 9'0000     | 9'9999            | 0'0000            |
| -1                      | 9'0001     | 9'9998            | 9'9999            |
| -2                      | 9'0002     | 9'9997            | 9'9998            |
| -3                      | 9'0003     | 9'9996            | 9'9997            |
| -4                      | 9'0004     | 9'9995            | 9'9996            |
| ...                     | ...        | ...               | ...               |
| -9                      | 9'0009     | 9'9990            | 9'9991            |
| -10                     | 9'0010     | 9'9989            | 9'9990            |
| -11                     | 9'0011     | 9'9988            | 9'9989            |
| -12                     | 9'0012     | 9'9987            | 9'9988            |
| -13                     | 9'0013     | 9'9986            | 9'9987            |

### Арифметика в дополнительном коде

#### Сложение и вычитание
Оба числа представляются в дополнительном коде. Дополнительный код обоих чисел имеет одинаковое количество разрядов. В данном представлении числа складываются.
Знаки разные: Если в процессе сложения образуется выходящий за пределы первоначальных чисел разряд, то он опускается. Результирующее значение считается положительным, где прямой и дополнительный коды являются идентичными. Иначе — отрицательным в виде дополнительного кода.
Например:
- [1234] + [-78] → [0’1234] + [9’9922] = [(1)0’1156] = [1156].
- [-1234] + [78] → [9’8766] + [0’0078] = [9’8844] = [-1156].

Знаки одинаковые:
- Положительные числа. Разряд не опускается, результат положительный.
- Отрицательные числа. Разряд опускается, результат отрицательный в дополнительном коде.

Например:
- [1234] + [78] → [0’1234] + [0’0078] = [0’1312] = [1312].
- [-1234] + [-78] → [9’8766] + [9’9922] = [(1)9’8688] → (первое дополнение) [0’1311] → (второе дополнение или обычное представление) [-1312]. При переводе из дополнительного кода в обычное представление результирующее значение является абсолютным.

## Преобразование в дополнительный код

### Из прямого в дополнительный код
Преобразование числа из прямого кода в дополнительный осуществляется по следующему алгоритму.
1. Если старший (знаковый) разряд числа, записанного в прямом коде, равен 0, то число положительное и никаких преобразований не делается;
2. Если старший (знаковый) разряд числа, записанного в прямом коде, равен 1, то число отрицательное, все разряды числа, кроме знакового, инвертируются, а к результату прибавляется 1.

Для примера преобразуем отрицательное число {\displaystyle -5}, записанное в прямом коде, в дополнительный код.
Прямой код отрицательного числа {\displaystyle -5}: 
1000 0101
- Инвертируем все разряды числа, кроме знакового, получая таким образом обратный код (первое дополнение) отрицательного числа {\displaystyle -5}: 
1111 1010
- Добавим к результату {\displaystyle 1}, получая таким образом дополнительный код (второе дополнение) отрицательного числа {\displaystyle -5}: 
1111 1011

### Изменение знака числа
Для преобразования отрицательного числа {\displaystyle -5}, записанного в дополнительном коде, в положительное число {\displaystyle 5}, записанное в прямом коде, используется похожий алгоритм:
- Инвертируем все разряды отрицательного числа {\displaystyle -5}, получая таким образом положительное число 4 в прямом коде: 
0000 0100
- Добавив к результату {\displaystyle 1} получим положительное число {\displaystyle 5} в прямом коде: 
0000 0101

И проверим, сложив получившееся записи {\displaystyle 5} и {\displaystyle -5}:
0000 0101 + 1111 1011 = 0000 0000 (пятый и старше разряды выбрасываются)

## p-адические числа
В системе p-адических чисел изменение знака числа осуществляется преобразованием числа в его дополнительный код. Например, если используется 5-ричная система счисления, то число, противоположное 00015 (110), равно 44445 (−110).

## Реализация алгоритма нахождения модуля для дополнительного кода

### TurboBasic
```
DEF FN
 
TwosComplAbs
%
(
a
%
)

    
IF
 
a
%
 
<
 
0
 
THEN
 
a
%
 
=
 
NOT
(
a
%
 
-
 
1
)

    
FN
 
TwosComplAbs
%
 
=
 
a
%

END
 
DEF

```

### Pascal
```
function
 
TwosComplAbs
(
a
:
 
integer
)
:
 
integer
;

begin

    
if
 
(
a
 
<
 
0
)
 
then
 
TwosComplAbs
 
:=
 
(
not
 
a
)
 
+
 
1

    
else
 
TwosComplAbs
 
:=
 
a
;

end
;

```

### C/C++
```
int
 
twos_compl_abs
(
int
 
a
)
 

{

    
if
 
(
a
 
<
 
0
)
 
a
 
=
 
(
~
a
)
 
+
 
1
;

    
return
 
a
;

}

```

### Реализация без ветвления
С помощью следующей формулы можно вычислить модуль числа без ветвления:
{\displaystyle |a|=(a\ {\text{xor}}\ (a\ {\text{shr}}\ (n-1)))-(a\ {\text{shr}}\ (n-1))},
где: {\displaystyle {\text{xor}}} — Операция исключающего "или";

{\displaystyle {\text{shr}}} — Арифметический сдвиг вправо;

{\displaystyle n} — Количество двоичных разрядов
Следующий код на языке Си вычисляет модуль по этой формуле:
```
int32_t
 
fastabs32
(
int32_t
 
num
)

{

    
int32_t
 
mask
 
=
 
(
num
 
>>
 
31
);

    
return
 
((
num
 
^
 
mask
)
 
-
 
mask
);

}

```

## Преимущества и недостатки

### Преимущества
- Общие инструкции (процессора) для сложения, вычитания и левого сдвига для знаковых и беззнаковых чисел (различия только в арифметических флагах, которые нужно проверять для контроля переполнения в результате).
- Отсутствие числа «минус ноль».

### Недостатки
- Представление отрицательного числа визуально не читается по обычным правилам, для его восприятия нужен особый навык или дополнительные вычисления для приведения в обычный вид.
- В некоторых представлениях (например, двоично-десятичный код) или их составных частях (например, мантисса числа с плавающей запятой) дополнительное кодирование неудобно.
- Модуль наибольшего числа не равен модулю наименьшего числа. Например, для восьмибитного целого со знаком, максимальное число: 12710 = 011111112, минимальное число: -12810 = 100000002. Соответственно, не для любого числа существует противоположное. Операция изменения знака может потребовать дополнительной проверки.

## Пример программного преобразования
Если происходит чтение данных из файла или области памяти, где они хранятся в двоичном дополнительном коде (например, WAV файл), может оказаться необходимым преобразовать байты. Если данные хранятся в 8 битах, необходимо, чтобы значения 128-255 были отрицательными.

### C# .NET / C style
```
byte
 
b1
 
=
 
254
;
 
//11111110 (бинарное)

byte
 
b2
 
=
 
121
;
 
//01111001 (бинарное)

byte
 
c
 
=
 
1
<<
(
sizeof
(
byte
)
*
8
-
1
);
  
//2 возводится в степень 7. Результат: 10000000 (бинарное)

byte
 
b1Conversion
=
(
c
 
^
 
b1
)
 
-
 
c
;
  
//Результат: -2. А фактически, двоичный дополнительный код.

byte
 
b2Conversion
=
(
c
 
^
 
b2
)
 
-
 
c
;
  
//Результат остаётся 121, потому что знаковый разряд - ноль.

```

## Расширение знака
Расширение знака (англ. sign extension[en]) — операция над двоичным числом, которая позволяет увеличить разрядность числа с сохранением знака и значения. Выполняется добавлением цифр со стороны старшего значащего разряда. Если число положительное (старший разряд равен 0), то добавляются нули, если отрицательное (старший разряд равен 1) — единицы.

### Пример
Примечание: Добавленные цифры подчёркнуты
| Десятичное число | Двоичное число (8 разрядов) | Двоичное число (16 разрядов) |
| ---------------- | --------------------------- | ---------------------------- |
| 10               | 0000 1010                   | 0000 0000 0000 1010          |
| −15              | 1111 0001                   | 1111 1111 1111 0001          |